# خير الدين زطشي
خير الدين زطشي، (بالإنجليزية: Kheiredine Zetchi)‏ من مواليد 1965 برج بوعريريج وهو رئيس نادي بارادو السابق واستطاع ان ينجح مع هذا الفريق في ادراته بشكل كبير، وبدأت مسيرته الكروية عام 1994 عندما قام بتأسيس النادي المشار اليه وهو بارادو.
يعتبر نادي بارادو الذي اسسه “زطشي” هو أول ناد جزائري يعتمد علي امواله الخاصة ولا ينتظر اموال من قبل الفاف ليسير بها امورة، وذلك معتمدا علي خطة إستراتيجية بشكل بعيد المدي وقام الرجل بافتتاح اكاديمية لتكوين الشباب وصناعة جيل من اللاعبين يحترفون الكرة.
ونجح مع فريقه بارادو الصعود إلى القسم الأول من الدوري الجزائري بعد مسيرة طويلة من التكوين، وقد تم انتخابه يوم الاثنين (2017) رئيسا للفاف الاتحاد الجزائري لكرة القدم وذلك من قبل الجمعية العمومية في «المركز الفني الوطني بسيدي موسى» بالجزائر العاصمة وذلك بعد حصوله علي 64 صوتا مقابل 35 صوتا معارض والغاء أربعة اصوات باطلة.
بتاريخ 27 نوفمبر تم ايداع خير الدين زطشي الحبس المؤقت بتهم تتعلق بالفساد وتبديد المال العام واستغلال الوظيفة. 